# Pokémon: Mewtwo phản công – Tiến hóa
Pokémon: Mewtwo phản công – Tiến hóa, còn được phát hành với tên Tiếng Anh chính thức là Pokémon: Mewtwo Strikes Back—Evolution, là phim hoạt hình máy tính Nhật Bản năm 2019 do Yuyama Kunihiko và Sakakibara Motonori đồng đạo diễn. Bộ phim là bộ phim thứ 22 của loạt phim Pokémon và cũng là bản làm lại CGI của bộ phim đầu tiên.
Bộ phim được phát hành tại Nhật Bản vào ngày 22 tháng 7 năm 2019 bởi Toho. Bản xem trước bộ phim được chiếu ở Los Angeles, California vào ngày 4 tháng 7 năm 2019. Bộ phim được thiết kế CGI tại OLM. Bộ phim được phát hành toàn cầu trong sự kiện Pokémon Day diễn ra vào 27 tháng 2, 2020 trên Netflix.

## Nội dung
Sakaki, lãnh đạo của Băng Hỏa Tiễn đã thuê Nhà khoa học, Tiến sĩ Fuji sử dụng chuyên môn của mình trong việc nhân bản tạo ra một vũ khí sống dựa trên lông mi từ Pokémon Mew huyền thoại. Ngay sau khi vũ khí được tạo ra, nó có được tình cảm và được đặt tên là Mewtwo.
Vài năm sau, Mewtwo thức dậy hoàn toàn sau một giấc ngủ dài trong phòng thí nghiệm đặt trên Đảo Mới và biết được nguồn gốc của mình là bản sao của Mew từ Tiến sĩ Fuji. Bực mình vì Fuji và các đồng nghiệp của anh ta coi anh chẳng khác gì một thí nghiệm, anh ta giải phóng sức mạnh tâm linh của mình và phá hủy phòng thí nghiệm, giết chết Fuji và các nhà khoa học còn lại. Sakaki, chứng kiến cuộc tàn sát từ xa, đã tiếp cận và thuyết phục Mewtwo hợp tác với hắn để trau dồi sức mạnh của anh ta. Tuy nhiên, sau khi biết được mục đích của mình là vũ khí vì lợi ích của Sakaki, anh ta đã trốn thoát quay trở lại Đảo Mới, nơi anh ta âm mưu trả thù loài người.
Sau khi Mewtwo xây dựng lại phòng thí nghiệm và thiết lập một căn cứ ở đó, anh ta mời một số nhà huấn luyện với thông điệp mời họ đến Đảo Mới để chiến đấu với nhà huấn luyện Pokémon vĩ đại nhất thế giới. Satoshi, Kasumi và Takeshi nhận được tin nhắn và chấp nhận lời mời, nhưng khi họ đến thành phố cảng, Bến cảng Kanto, Mewtwo đã tạo ra một cơn bão, khiến cảng phải đóng cửa và việc đi lại bằng thuyền cũng phải tạm dừng để đảm bảo an toàn. Do đó, nhóm của Satoshi phải đi nhờ thuyền của Băng Hỏa Tiễn đang cải trang thành một thuyền trưởng trên một chiếc thuyền buồm hình Lapras. Sau khi cơn bão nhấn chìm con tàu của họ ở giữa đại dương, Satoshi và những người bạn của mình sử dụng Pokémon của họ để đến Đảo Mới.
Được hộ tống vào cung điện của hòn đảo bởi người phụ nữ xuất hiện trên hình ba chiều, Satoshi và những nhà huấn luyện khác đã gặp Mewtwo. Người phụ nữ sau đó tiết lộ mình là một y tá Joy bị tẩy não sau khi cô được giải thoát khỏi sự kiểm soát tâm trí của Mewtwo. Sau khi mô tả âm mưu sử dụng cơn bão để quét sạch loài người và Pokémon trung thành với con người, Mewtwo thách thức các nhà huấn luyện đấu với Pokémon nhân bản của mình được mô phỏng theo những người bạn quá cố từ thời thơ ấu. Trong khi đó, Băng Hỏa Tiễn cũng đến Đảo Mới và khám phá khu kiến trúc bên trong của nó với một Mew vô tư đi theo họ. Sau khi các Pokémon nhân bản của Mewtwo dễ dàng đánh bại Pokémon của những kẻ thách thức, anh ta bắt chúng và mở rộng đội quân nhân bản của mình. Satoshi đuổi theo Pikachu của cậu đã bị bắt xuống phòng thí nghiệm nhân bản, nơi Nyath của Băng Hỏa Tiễn cũng được nhân bản. Satoshi sau đó phá hủy cỗ máy nhân bản, giải phóng các Pokémon bị bắt và đưa chúng đối đầu với Mewtwo và bản sao của hắn. Mew sau đó tiết lộ chính mình và Mewtwo thách thức nó để chứng minh sự vượt trội của mình.
Sau đó, tất cả Pokémon của hai bên đã lao vào đấu nhau, nhưng sau đó đã dừng lại làm hòa sau khi nhận ra sự vô nghĩa của cuộc chiến. Kinh hoàng trước nỗi đau và nỗi thống khổ ở cả hai phía của trận chiến, Satoshi đã lao mình vào giữa một vụ nổ tâm linh do trận chiến của Mewtwo và Mew gây ra, khiến cậu bị hóa đá. Pikachu cố gắng hồi sinh Satoshi bằng chiêu điện của nó nhưng không thành công. Tuy nhiên, nước mắt của Pokémon có thể chữa lành và hồi sinh Satoshi. Cảm động trước sự hy sinh của Satoshi, Mewtwo nhận ra rằng anh không cần phải bị đánh giá bởi nguồn gốc của mình mà là những lựa chọn của anh trong cuộc sống. Khởi hành cùng Mew và các bản sao, Mewtwo quay ngược thời gian về ngay trước khi các huấn luyện viên rời Bến cảng Kanto và xóa bỏ ký ức của mọi người về sự kiện này.
Quay trở lại Bến cảng Kanto, Y tá Joy đã hồi phục quay trở lại mở cửa Trung tâm Pokémon để chữa trị cho các Pokémon. Cơn bão bên ngoài tan đi, Satoshi phát hiện ra Mew bay qua những đám mây và kể cho bạn bè về cách cậu nhìn thấy một Pokémon huyền thoại khác vào ngày anh rời Thị Trấn Masara. Trong khi đó, Băng Hỏa Tiễn thấy mình bị mắc kẹt trên Đảo Mới nhưng không nhớ chuyện gì đã diễn ra.
Sau cảnh ghi công, một cảnh ngắn cho thấy Mewtwo và các bản sao đã bay về phía Núi Pures.

## Diễn viên
| Nhân vật (Tên Tiếng Anh) | Lồng tiếng Nhật    | Lồng Tiếng Anh         | Lồng tiếng Việt |
| ------------------------ | ------------------ | ---------------------- | --------------- |
| Satoshi (Ash Ketchum)    | Matsumoto Rica     | Sarah Natochenny       | Hoàng Khuyết    |
| Kasumi (Misty)           | Iizuka Mayumi      | Michele Knotz          | Huyền Trang     |
| Takeshi (Brock)          | Ueda Yuji          | Bill Rogers            | Hoài Bảo        |
| Pikachu                  | Ōtani Ikue         | Ōtani Ikue             | Ái Phương       |
| Togepi                   | Korogi Satomi      | Korogi Satomi          | Minh Chuyên     |
| Musashi (Jessie)         | Hayashibara Megumi | Michele Knotz          | Ngọc Châu       |
| Kojiro (James)           | Miki Shin-ichiro   | James Carter Cathcart  | Trường Tân      |
| Nyasu (Meowth)           | Inuyama Inuko      | James Carter Cathcart  | Hoàng Sơn       |
| Người dẫn chuyện         | Ishizuka Unshō     | Rodger Parsons         | Minh Vũ         |
| Ngài Sakaki (Giovanni)   | Miyake Kenta       | Ted Lewis              | Hạnh Phúc       |
| Dr. Fuji                 | Akimoto Yōsuke     | Billy Bob Thompson     | Tuấn Anh        |
| Mew                      | Yamadera Kōichi    | Yamadera Kōichi        | Kiêm Tiến       |
| Mewtwo                   | Ichimura Masachika | Dan Green              | Hoàng Trí       |
| Voyager (Miranda)        | Kobayashi Sachiko  | Lisa Ortiz             | Ngọc Châu       |
| Sorao (Corey)            | Furuya Tōru        | Ted Lewis              | Chánh Tín       |
| Sweet (Neesha)           | Aiko Satō          | Lisa Ortiz             | Thanh Lộc       |
| Umio (Fergus)            | Takagi Wataru      | James Carter Cathcart  | Xuân Chọn       |
| Raymond (Pirate)         | Raymond Johnson    | Raymond Johnson        | Quang Tuyên     |
| Y tá Joy                 | Chika Fujimura     | Alyson Leigh Rosenfeld | Thùy Tiên       |

## Sản xuất
Bộ phim được công bố vào ngày 14 tháng 12 năm 2018. Diễn viên Ishizuka đã mất vào ngày 13 tháng 8 năm 2018, dàn nhân viên đã xác nhận sẽ để giọng lồng tiếng của anh như người dẫn truyện để tưởng nhớ.
Bài hát tiếng Anh trong phần kết thúc của bộ phim, "Keep Evolving" được thể hiện bởi Haven Paschall (người lồng tiếng cho Serena trong loạt Pokémon XY và XYZ) và Sad Truth và được Ed Goldfarb sắp xếp và sản xuất dành cho Phiên bản Mỹ của bộ anime.

## Phát hành

### Công chiếu
Bộ phim phát hành vào ngày 12 tháng 7 năm 2019 bởi Toho tại Nhật Bản. Mewtwo đặc biệt (chỉ dùng trong Pokémon: Let's Go, Pikachu! và Let's Go, Eevee!) được phân phối tại Nhật Bản từ ngày 12 tháng 4 đến ngày 30 tháng 9 cho người mua vé cao cấp trước. Bộ phim cũng được khởi chiếu tại Anime Expo 2019 ở Los Angeles Convention Center.

### Phát hành rộng
Phin đã phát hành bản DVD và Blu-ray ở Nhật Bản vào ngày 18 tháng 12 năm 2019.

### Truyền phát
Vào 21 tháng 1 năm 2020, The Pokemon Company International thông báo bộ phim sẽ được phát hành trên toàn thế giới (trừ Nhật Bản và Hàn Quốc vì đã công chiếu bộ phim này trước đó) dưới dạng Netflix Original Movie on Pokemon Day - 27 tháng 2 năm 2020. Đây là bộ phim Pokémon đầu tiên ra mắt trên nền tảng phát trực tuyến thay vì ra mắt tại rạp chiếu phim hoặc trên TV.

## Tiếp nhận
Bộ phim đã nhận được 44% đánh giá tích cực trên trang đánh giá tổng hợp Rotten Tomatoes, dựa trên chín đánh giá, với điểm đánh giá trung bình là 6/10.
Viết cho Los Angeles Times, Charles Solomon đã chỉ trích hoạt hình của bộ phim, nói rằng: "Ash (Satoshi) và những người bạn của cậu ấy là Brock (Takeshi) và Misty (Kasumi) có vẻ ngoài đáng lo ngại, mặt nhựa của làn da được kết xuất xấu", và nói thêm: "các nhân vật trong phim hoạt hình trông lạc lõng giữa làn nước siêu thực, tia chớp, các vụ nổ và các hiệu ứng đặc biệt khác". Ông kết luận rằng bộ phim "giống như một công việc kinh doanh bình thường".
Paul Asay của Plugged In, đã viết: "Đối với một số người, Mewtwo Strikes Back: Evolution sẽ cảm thấy hoài cổ lạ thường. Những người khác (đọc: cha mẹ không phải là người hâm mộ) có thể sẽ nghĩ... Meh." Common Sense Media đã cho bộ phim ba trên năm sao, nói: "Người xem và người hâm mộ Pokemon nói riêng, thưởng thức bộ phim này chắc chắn phụ thuộc vào mức độ họ thích thay đổi đối với hoạt hình máy tính 3D."